# Rotschleierfarn
Der Rotschleierfarn (Dryopteris erythrosora) ist ein  in Ostasien (China, Korea, Japan) heimischer Farn aus der Gattung der Wurmfarne (Dryopteris).

## Beschreibung

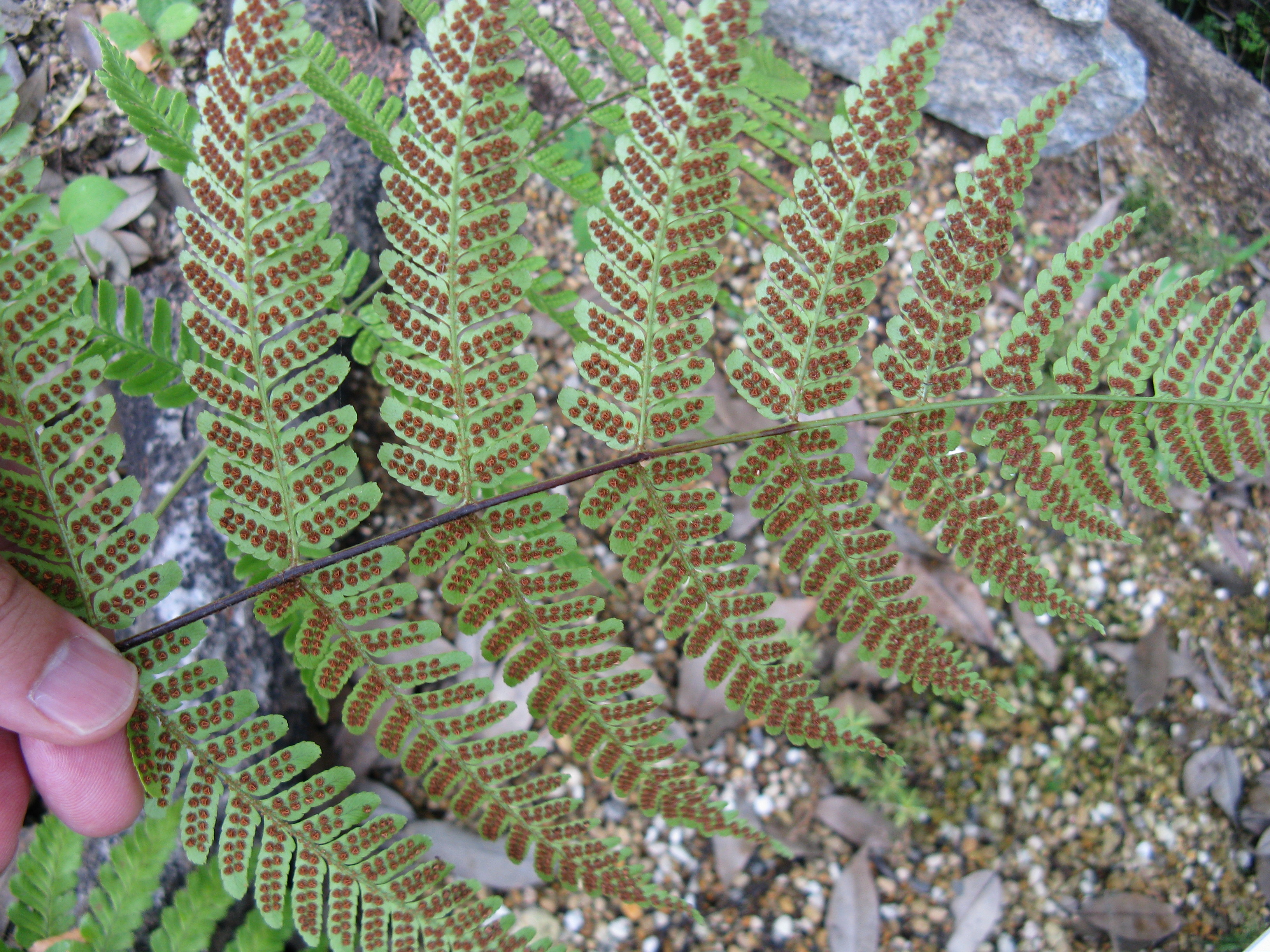
Blattunterseite mit Sori

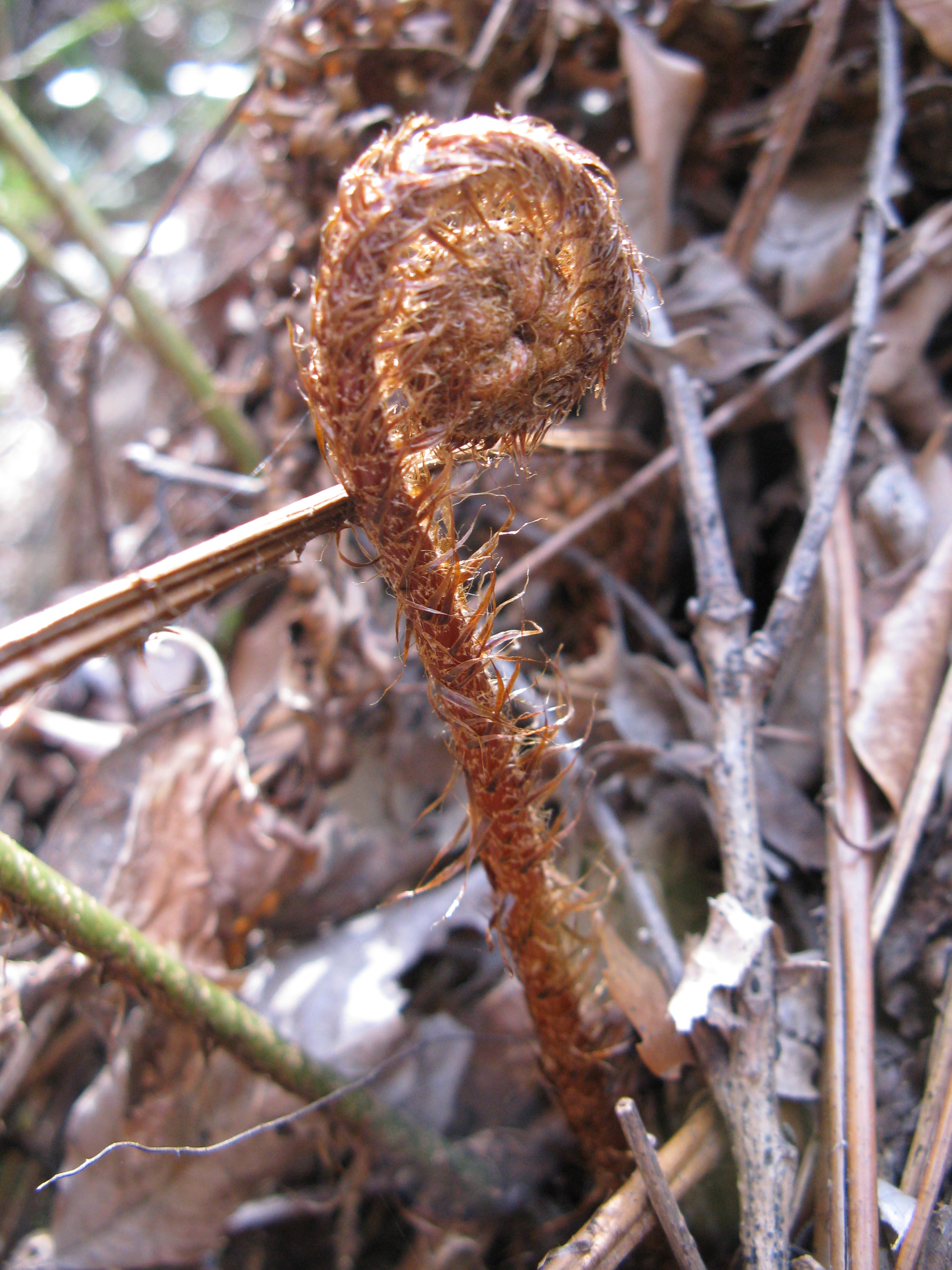
Rotschleierfarn im Austrieb

Der Rotschleierfarn ist eine sehr formenreiche und variable Art. Er besitzt ein aufrechtes bis niederliegendes Rhizom, das gedrungen und verzweigt ist, sodass es mehrere Kronen bildet. Er erreicht Wuchshöhen von rund 45 cm, selten über 60 cm. Normalerweise wird er 30 bis 60 cm hoch und ebenso breit. Die Blätter stehen trichterförmig. Sie sind immergrün, in kühleren Klimaten halb-immergrün, bis 60 cm lang und doppelt gefiedert. Die einzelnen Fiederblättchen sind schmal lanzettlich. Ihr Rand ist annähernd ganz bis gesägt.
Bei Austrieb sind die jungen Wedel kupferrot und werden später grün. Pro Jahr kann es auch mehrere Blattaustriebe geben. 
Die Schleier der Sori sind rötlich. Sie sind namensgebend für die Art (griech. erythros „rot“ + Sorus). Sie sind nierenförmig. Die Sori stehen meist näher an der Mittelrippe.

## Verbreitung und Standorte
Die Art ist in Ostasien beheimatet, wo sie in den Wäldern des Hügel- und Berglandes wächst und dort recht verbreitet ist. Er kommt von in Japan, Korea und in den chinesischen Provinzen Anhui, Fujian, Guangdong, Guangxi, Guizhou, Hubei, Hunan, Jiangsu, Jiangxi, Sichuan, Yunnan und Zhejiang.

## Nutzung
Der Rotschleierfarn wird aufgrund seines Farbwechsels bei der Belaubung als Zierpflanze in Gärten gezogen, aber nicht sehr häufig. Er ist schattentolerant und winterfest.